# Melanotropin
Melanotropin, (MSH, melanocit-stimulišući hormoni ili intermedini) su klasa peptidnih hormona koji proizvode ćelije srednjeg režnja hipofize. Njih je prvo izolovao Jejlski profesor Aaron Lerner. Sintetički analozi tih prirodnih hormona su takođe bili razvijeni i istraženi.

## Funkcija
Oni stimulišu produkciju i oslobađanje melanina (melanogeneza) od strane melanocita u koži i kosi. MSH signal u mozgu utiče na apetit i seksualni nadražaj. 

## MSH struktura
Melanotropin pripada grupi melanokortina. Ta grupa obuhvata ACTH, alfa-MSH, beta-MSH i gama-MSH. Svi ti peptidi su produkti presecanja većeg prekursorskog peptida proopiomelanokortina (POMC). Alfa-MSH je najvažniji melanokortin za pigmentaciju.
Različiti melanotropini imaju sledeće aminokiselinske sekvence:
| (čovek):    |
| (svinjski): |
| :           |

## Literatura
1. ↑  „Professor Aaron Lerner. Dermatologist who discovered melatonin”. Times Online. 19. 3. 2007. Архивирано из оригинала (Obituary) 16. 07. 2011. г. Приступљено 31. 3. 2009.

## Dodatna literatura
- Millington GW (2006). „Proopiomelanocortin (POMC): the cutaneous roles of its melanocortin products and receptors”. Clin. Exp. Dermatol. 31 (3): 407—12. PMID 16681590. doi:10.1111/j.1365-2230.2006.02128.x.
- Millington GW (2007). „The role of proopiomelanocortin (POMC) neurones in feeding behaviour”. Nutr Metab (Lond). 4: 18. PMC 2018708 . PMID 17764572. doi:10.1186/1743-7075-4-18.

## Spoljašnje veze
- Melanocyte-Stimulating+Hormones на 